# Преображенська церква (Глинське)
Преображе́нська це́рква — єдиний парафіяльний православний храм у с. Глинське Полтавської області. Зруйнований у 1930-х роках.

## Історія

### Будівництво та перебудови
Найдавніша дерев'яна церква в с. Глинське Гадяцького полку була збудована наприкінці XVII століття. 1773 року поміщик Іван Тимченко придбав для церкви дзвін вагою 17 пудів 24 фунти.
1781 року церкву розібрали через неможливість реконструювання, а наступного року за дозволом Митрополита Гавриїла зведено нову дерев'яну церкву, 1850 року прибудовано дзвіницю.
1888 року за ініціативою настоятеля храму Гермогена Луб'яного розпочалось будівництво мурованого храму. Саме цей рік вважають початком функціонування храму. У 1896–1900 роках проводилось освячення церкви.

### Церковні володіння
У 1902 році церква володіла 1,5 десятинами церковної землі, 7 десятин сінокісної і лісової; землі
ружної 15,25 десятини; був будинок для квартири псаломщика.
З 1861 року при церкві діяла церковнопарафіяльна школа, яку на початку ХХ ст. реорганізували в школу грамоти. 1866 року було створено церковне попечительствво.

### Ведення богослужінь
До парафії належало село Глинське та 4 хутори: Старі Млини, Гармашів, Рокитин і Сенів. Станом на 1888 рік у парафії налічувалось 906 чоловіків і 905 жінок (всі козаки). У 1902 році: парафіян 1094 душі чоловічої статі і 1053 жіночої.
Преображенський храм вів богослужіння до початку 1930-х років. Згодом його зруйнували.  

## Сучасність

Пам'ятний знак на місці зруйнованого храму

У 2008 році відбулась презентація книги Віктора Міщанина «Храми землі нашої: Церква Преображення Господнього у Глинському», в якій описано повну історію храму.
На місці, де колись стояла церква, встановлено хрест та пам'ятний знак. У планах ініціативної групи та віруючої громади відбудувати храм.